# AOL Sessions Undercover
Albums de Thirty Seconds to Mars
To the Edge of the Earth
(2008)
AOL Sessions Undercover est un EP et un album live du groupe Thirty Seconds to Mars. Cet EP est sorti en 2007 et il fut enregistré en 2007 au Virgin Megastore de Hollywood. Il contient une reprise en acoustique de Message in a Bottle (du groupe The Police), The Kill et The Story.

## Liste des titres
1. Message in a Bottle (Acoustic) - 3:05
2. The Kill (Acoustic) - 3:54
3. The Story (Acoustic) - 4:00

## Membres
- Jared Leto — chanteur, baix
- Tomo Miličević — guitariste